# Retrat del Marquès de Labrador
Retrat del Marquès de Labrador és un quadre de Vicente López pintat entre el 1833 i 1834 que actualment forma part de la col·lecció permanent del Museu Nacional d'Art de Catalunya.

## Descripció
Artista de la monarquia borbònica, López ocuparà el càrrec de pintor de cambra dels monarques espanyols des de Carles IV fins a Isabel II, però serà durant el regnat de Ferran VII quan assolirà una situació de privilegi, en convertir-se en l'artista més cobejat pel rei i per una part de la clientela aristocràtica madrilenya. Amb un llenguatge personal eclèctic i heterogeni, difícil de definir, però molt convincent pels seus brillants resultats plàstics, les produccions de Vicente López palesen una cultura visual rica que evoca, alhora, l'escola barroca valenciana i la tradició neoclàssica, de les quals es mostra deutor en moltes de les seves creacions. Però l'aspecte més definitori del seu estil és, sens dubte, la sòlida formació acadèmica, que es manifesta en la combinació perfecta d'aquells elements que configuren la pràctica academicista.
Aquest retrat de Pedro Gómez Labrador y Habela, Marquès de Labrador i de San Salvador, nascut a Valencia de Alcántara (Càceres) el 1764, diplomàtic de carrera i ambaixador en diverses legacions diplomàtiques espanyoles, constitueix una expressió tardana d'una de les tipologies de retrat més característiques creades per Vicente López i que, malgrat tractar-se d'una fórmula repetida, tant va contribuir a convertir-lo en el gran retratista del seu temps. La posada en escena de l'obra segueix un estereotip en què la retòrica escenogràfica es fa particularment ostensible en les condecoracions que exhibeix el protagonista de la composició, entre les quals es distingeixen les bandes i creus dels ordes de Carles III i d'Isabel la Catòlica, a més del Toisó d'Or.